# AMI (TENDERLAMP)
AMI（アミ、10月7日 - ）は、日本の音楽家、女優。千葉県柏市出身。
音楽プロジェクト「TENDERLAMP」の中心人物。ガールズバンドChelsyの元ドラマー。

## 来歴
幼少期よりピアノやドラム、MIDIに慣れ親しみ、中学生でオリジナルバンドを結成するなど早くから音楽制作を経験。2011年、ソニー・ミュージック・近藤ひさし（Honey Bee Studio）合同オーディション「みつばち軽音楽部」第1期生として入部、他のオーディション合格者とともに翌2012年3月にChelsyとしてバンド本格始動（パートはドラム）。2014年にメジャー・デビュー。
2015年「ごくせん THE MOVIE」を手掛けた脚本家・江頭美智留の主宰劇団クロックガールズ公演「鈴木さんチ」で舞台初出演。
2016年4月、三重県桑名市「多度グリーンファームいちごアンバサダー」就任。9月、桑名市を舞台とした秦建日子監督作品「クハナ!」で映画初出演。
2017年、近藤ひさしが携わるLily's BlowやBitter & Sweetのサポート・ドラムを務めるようになる。5月14日、「AMI (Chelsy)」として母の日記念シングル「おかあさんへ」発表。同年、同レーベルのソロシンガーのRuca、NANA（Lily's Blow）と共にスペシャルユニット「チェルカブロウ」を結成。10月21日開催の「MITSUBACHI FES 2017」にはChelsy、サポートドラムを務めるLily's BlowとBiiter & Sweetに加えチェルカブロウのメンバーとしても出演。11月22日に配信シングル「MUTSUAI DRIVE」（作詞：山崎あおい×近藤ひさし、作曲：野口大志、編曲：遠藤ナオキ）をリリース。
2018年5月23日新宿LOFTにおけるワンマンライブをもってChelsy解散。同年6月1日ソロ・プロジェクト「TENDERLAMP」始動を発表。同月6日1stシングル『ベテルギウスのなみだ』ミュージック・ビデオをYouTube公開。ソロアーティストAMIではなく新たな"音楽プロジェクト"という形態をとったことについて「私がフロントマンであり、作詞作曲もしているけど、やっぱり1人では作れないもの」という思いが根底にあり、「（アレンジ・サポートの）くわっち（桑原康輔）やいろんな方の力があって成り立っているものなので、私だけの名前じゃなく、1つのプロジェクトとして作りたいなと思った」と語っている。
2021年2月8日ファンコミュニティ「Fanicon」内に、「TENDERLAMP's ROOM」をオープン。4月14日、YouTube Liveにて無料ライブ配信によるスタジオライブ「〜花より飯よりあわだより〜」を開催。6月20日のやついいちろう主催の「やついフェス2021」にAMI from TENDERLAMPとして配信出演。10月10日配信ライブ「TENDERLAMP ONLINE ONE-MAN LIVE -PAINT ME-」を開催。12月26日代々木LODGEにて新型コロナによる影響で約2年ぶりの有観客ワンマンライブ　TENDERLANMP ONE-MAN LIVE『Christmased』を開催。
2022年8月1日 株式会社ユニ・エンタテインメントに所属。

## 出演

### テレビドラマ
- ホメられたい僕の妄想ごはん（2021年7月11日 - 9月26日、テレビ大阪） - 伴藤奈津美 役[13]
- 星新一の不思議な不思議な短編ドラマ（2022年5月17日、NHK BSプレミアム / BS4K） 第6話「逃走の道」[14][15]

### その他
- KBS京都テレビ「WOW!」OP・ED出演。（OP曲:「WOW!」（かきおろし）、ED曲:"HOMETOWN"[16]）

### 映画
- クハナ! - 鰻屋店員 役（2016年、秦建日子監督・脚本[注 1]）
- 鬼ガール!! - 「鬼ロック」チーム ドラム担当 役（2020年、瀧川元気監督）

### 吹き替え
- スマーフ スマーフェットと秘密の大冒険 - スマーフ・メロディ 役＜演・メーガン・トレイナー＞（2017年公開）
- ザ・スター はじめてのクリスマス - ネズミのアビー 役＜演・クリスティン・チェノウェス＞（2018年日本DVD発売[19]）
- ハーツ・ビート・ラウド たびだちのうた - ローズ 役＜演・サッシャ・レイン＞（2019年日本配信・DVD発売[20]）

### 舞台
- 劇団クロックガールズ第11回公演 「鈴木さんチ」（2015年3月3日（火）～3月8日（日）、中野劇場MOMO）
- 劇団秦組公演vol.8 ミュージカル「月の子供 the Musical」 - 小田百合 役（トリプル主役の一役）（2016年9月24日-10月23日、池袋シアターグリーン BOX in BOX THEATER[21]）
- 劇団秦組公演vol.9 舞台「らん」 - お初役・劇中歌演奏者（2018年1月17日-21日、代々木全労済ホールスペースゼロ[22]）
- funfair[注 2]旗揚げ公演「LINK」 - サキ 役（2018年4月19日-22日、新宿シアターモリエール[24][2]）
- 劇団秦組公演vol.10 舞台「ReBirth」20's[注 3]（2018年8月8日-14日、下北沢「劇」小劇場[25]）
- ミュージカル「深夜食堂」 - 千鳥みゆき 役（2018年10月 - 11月、新宿シアターサンモール）
- 劇団秦組公演vol.11『月の谷 赤い石』（「月の谷」にのみ出演） - 久慈の四兄弟（2019年2月6-17日、日暮里d倉庫[26]）
- 独り舞台「あず姫は家出をした」 - あず姫（主演）・音楽（2019年8月16-18日、下北沢楽園[27][28]）

### Webコンテンツ
- WEB TV「Bitter & Sweet 長谷川萌美のおちょっこトーク」 #1, #2, #3[29]

## ディスコグラフィー
- Chelsyとしての活動は

- AMI(Chelsy)
  - おかあさんへ（2017年5月14日発売） - ボーカル
- Lily's Blow
  - NAI NAI NAI（2017年2月1日発売） - ドラム
  - 花の影/泥沼 Break Down（2017年9月20日発売） - ドラム、コーラス
  - This Life（2017年12月6日発売） - ドラム(#1,#3)、コーラス（#1,#2,#3）
- チェルカブロウ
  - MUTSUAI DRIVE（2017年11月22日発売） - ヴォーカル、ドラム
- 新山詩織
  - 隣の行方 - ドラム（#1）（2016年2月10日発売）
  - アルバム「ファインダーの向こう」 - ドラム（2016年11月30日発売）
  - ベストアルバム「しおりごと -BEST-」 - ドラム（2018年1月31日）
- 雨宮天
  - 「Glitter」 - コーラス（2015年9月9日発売シングル『Velvet Rain』B面収録[30]、及び2016年9月7日発売アルバム『Various BLUE』収録）
- Riju
  - Haribote my Soul - MV出演(ドラム)（2022年4月19日MV公開[31]）
- RenKonTips with TENDERLAMP
  - Sugao de Picnic - ヴォーカル（2022年7月9日配信リリース[32]）

## キャラクターソング
- 多度グリーンファームキャラクター「ごーたん」オリジナルソング『いちごのごーたん』（作詞・作曲[34][18]）

## 劇伴・BGMほか
- フィールズトレーディングカードゲーム「バトルリンク」シリーズ公式テーマ曲 兼 「コードギアス バトルリンク」CM曲「LINK」（作曲:AMI、編曲:森空青[35]）
- KBS京都テレビ「WOW!」OP曲:「WOW!」、および全コーナー中楽曲の作詞・作曲と演奏・歌唱[16]

## ライブ出演
- Chelsyとしての活動は
- TENDERLAMPとしての活動は
- AMI バンド[注 5]
  - 『柏MUSIC SUN 2018 -EXTRA SHOW-』（2018年5月27日、柏市市民文化会館大ホール[36]）